# Цианид меди(II)
Цианид меди(II) — Cu(CN)2 — неорганическое химическое соединение, соль металла меди и синильной кислоты, жёлтый аморфный порошок, не растворяется в воде, сильный яд.

## Физические свойства
Цианид меди(II) — аморфный жёлтый порошок, не растворимый в воде, легко разлагается.

## Получение
Цианид меди(II) можно получить реакцией растворимых цианидов с солями меди(II) :
{\displaystyle {\mathsf {2KCN+CuSO_{4}\ \longrightarrow \ Cu(CN)_{2}\downarrow +K_{2}SO_{4}}}}
Жёлтый осадок цианида меди(II) разлагается с выделением циана и цианида меди(I):
{\displaystyle {\mathsf {2Cu(CN)_{2}\ \longrightarrow \ 2CuCN\downarrow +(CN)_{2}\uparrow }}}

## Применение
Применяется для покрытия железа медью и в органическом синтезе.

## Биологическая роль
Цианид меди(II) Cu(CN)2, как и многие другие неорганические соли синильной кислоты (цианиды), явно ядовит. Сильнейший неорганический яд.